# Nika Lauraitis
Nika Lauraitis es una modelo estadounidense de ascendencia lituana.

## Primeros años y carrera
Fue descubierta a los 14 años mientras paseaba por Woodfield Mall.   Empezó a modelar para la agencia FORD Models a los 15 años.
Ha hecho campañas para Moschino Cheap & Chic, Abercrombie & Fitch, Bergdorf Goodman y Neiman Marcus.  Ha desfilado para Chanel, 3.1 Phillip Lim, Armani Privé, Felipe Oliveira Baptista y Lefranc Ferrant, entre otros.

## Vida personal
Desde finales de 2019 tiene una relación con un chico de nombre John Longstreet. El 25 de diciembre de 2021 anunció, mediante su cuenta de Instagram, que estaban esperando un hijo, naciendo el 16 de mayo de 2022 dando la bienvenida a su hijo de nombre Varian Lucas Longstreet.